# Witkeelboomloper
De witkeelboomloper (Premnoplex tatei) is een zangvogel uit de familie Furnariidae (ovenvogels). Het is een bedreigde, endemische vogelsoort in Venezuela. Deze vogel is genoemd naar zijn ontdekker, de Amerikaanse zoöloog George Henry Hamilton Tate (1894-1953). 

## Kenmerken
De vogel is 14 tot 15 cm lang en overwegend donkerbruin met een witte keel en borst. Het wit van de borst zet zich in de vorm van witte streepjes voort in de verder donkerbruine buik. Op de kop gaat het wit van de borst ook over in een patroon van streepjes en een dunne wenkbrauwstreep. De kruin en de rest van de bovenkant van de vogel zijn weer donkerbruin, waarbij de veren zwarte randjes hebben. De staartveren lopen trapsgewijs op, waardoor de staart er "stekelig" uitziet.

## Verspreiding en leefgebied
Deze soort is endemisch in Venezuela en telt twee ondersoorten:
- P. t. tatei: noordelijk Venezuela.
- P. t. pariae: noordoostelijk Venezuela.

Het leefgebied bestaat uit bosgebieden in vochtig, bergachtig gebied, waarin de vogel leeft in de ondergroei die rijk is aan epifyten.

## Status
De witkeelboomloper heeft een beperkt verspreidingsgebied en daardoor is de kans op uitsterven aanwezig. De grootte van de populatie werd in 2016 door BirdLife International geschat op 1700-7000 volwassen individuen en de populatie-aantallen nemen af door habitatverlies. Het leefgebied wordt aangetast door ontbossing, waarbij natuurlijk bos wordt omgezet in gebied voor agrarisch gebruik, zoals de teelt van koffie, mango, bananen en citrusvruchten. Om deze redenen staat deze soort als bedreigd op de Rode Lijst van de IUCN.